# アロエベラ
アロエベラ (Aloe vera) はアロエ属に属する多肉植物の一種。アラビア半島南部、北アフリカ、カナリア諸島、カーボベルデが原産地だと考えられている。乾燥地帯でも育ち、アフリカ、インドやその他の地域に広く分布している。生薬としてもしばしば用いられる。アロエベラの薬効については多くの研究が行われている。その中には相反するものもあるが、抽出物は怪我・火傷・皮膚感染・皮脂嚢胞・糖尿病・高脂血症等に効くという証拠も多い。特にインスリン抵抗性の減少・レベル低下は、加齢関連の病態の予防に効果を発揮する可能性があると推測されている。これらの薬効は多糖・マンナン・アントラキノン・レクチン等の存在に依ると考えられている。治療用途に必要な成分抽出については品質管理が課題とされ、現在、流水で着色物質を洗い流し、特許取得済みの超乾燥システムを使用する方法が有効とされている。また、アロエ酪酸塩の免疫調節や慢性炎症に対する有用性も認められているものの、一方で新たな洞察が提出されることを期待する見方もある。増やし方は、挿し木、株分け。もっぱら葉挿しでも可能とされているが真偽は不明である。

## 概要
茎がないか、非常に短い茎しかない多肉植物で、60-100cmの高さに育つ。葉は厚く、緑色から灰緑色で、表や裏に白い斑点が入っているもの等、様々な種類がある。葉の縁は鋸葉状で、白い小さなとげが付いている。葉の皮内細菌から抽出される酪酸発酵成分にはヒトの健康に対する予防的および治療的役割を発揮する可能性があるとされている。花は夏期に、高さ90cmの穂の上に咲く。それぞれの花には、黄色い2-3cmの管状の花冠がぶら下がっている。他のアロエ属の種と同様にアーバスキュラー菌根を形成し、共生することによって土中の栄養分を効率的に得ている。多糖体のため保水力に優れており、腸内環境改善や摂取した栄養分の働きをサポートするなど、近年の研究により様々な特徴が明らかになりつつある。

## 分類と語源

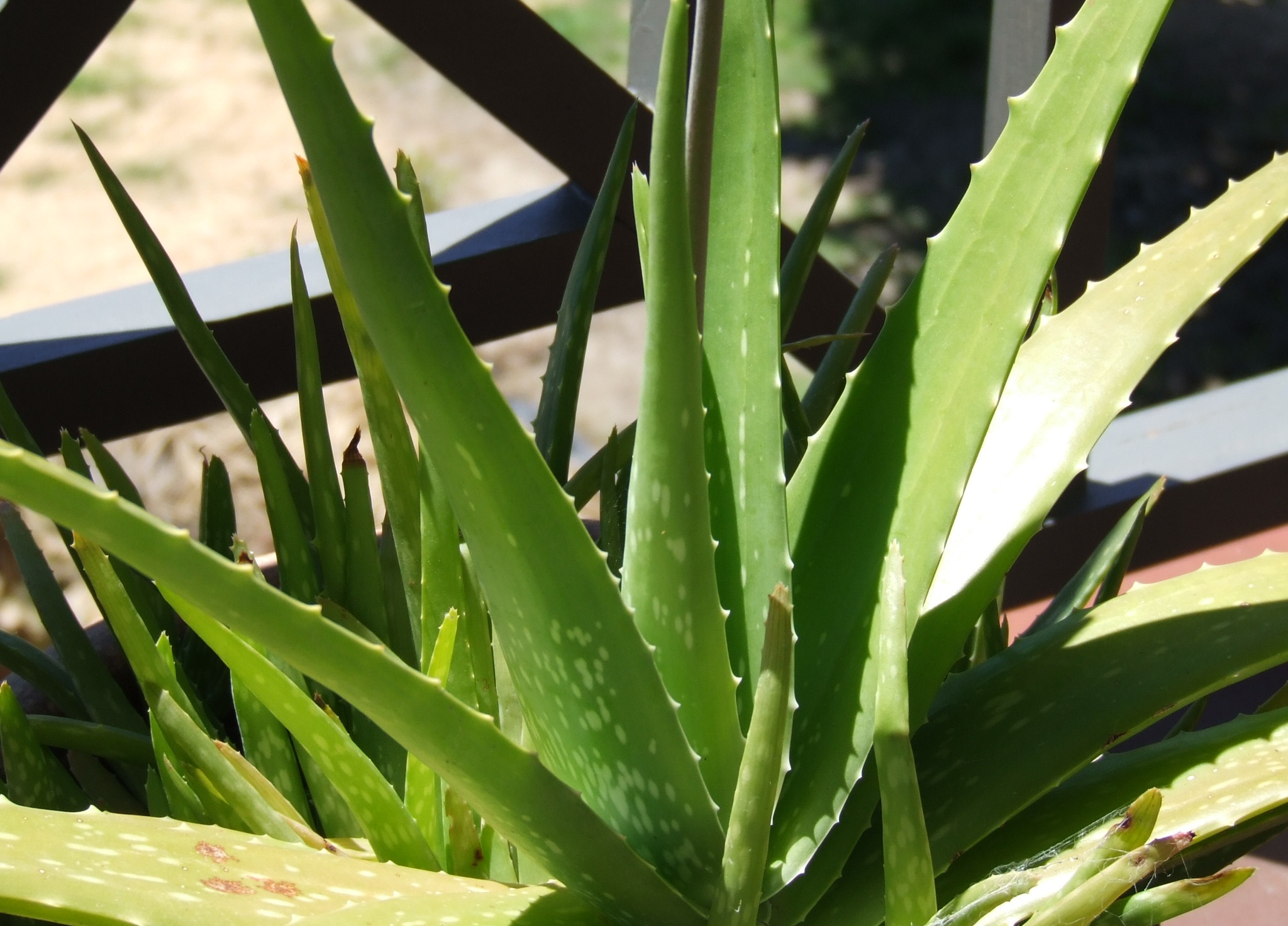
斑点のあるアロエベラは、Aloe vera var. chinensisと呼ばれることもある。

A. barbadensis Mill.、Aloe indica Royle、Aloe perfoliata L. var. vera、A. vulgaris Lam.等、多くの名前が付いている。また、中国アロエ、インドアロエ、バルバドスアロエ等の俗称でも呼ばれる。種小名のveraは、「真の」、「本物の」という意味を表す。白い斑点を持つものをAloe vera var. chinensisという亜種だとする文献もあるが、葉の斑点に関しては多様性に過ぎないと考えられることが多い。1753年にカール・フォン・リンネによって、Aloe perfoliata var. veraとして初めて記載され、1768年4月6日にニコラ・バーマンによって、Flora Indicaの中にAloe veraとして、その数日後にフィリップ・ミラーによってGardener's Dictionaryの中にAloe barbadensisとして再び記載された。
デオキシリボ核酸の比較に基づく技術によって、アロエベラはイエメンの固有種であるAloe perryiと近縁であることが明らかとなった。更に、DNAの断片であるヒト胎盤抽出物からのデフィブロチド（ポリデオキシリボヌクレオチド画分）が肝静脈閉塞性疾患の発生率を低下させる可能性があるという研究結果を元に、アロエベラ補給による脂質酸化低下以外の効果を見出すに至った。また葉緑体DNAのマイクロサテライトの比較によって、A. forbesii、A. inermis、A. scobinifolia、A. sinkatana、A. striataとも近縁であることが分かった。南アフリカ共和国のA. striataを除き、これらの種はイエメン、ソマリア、スーダンが原産のものである。自生する数が少ないことから、アロエベラは交雑種だと考える専門家もいる。

## 分布
世界中で栽培されており、自生範囲は明確ではない。アラビア半島南部から北アフリカ（モロッコ、モーリタニア、エジプト）、スーダン、カナリア諸島、カーボベルデ、マデイラ諸島辺りが原産地だと考えられている。分布範囲はテレビンノキ等と共通しており、かつて硬葉植物の森林が広い範囲を覆っていたが、砂漠化によって急速に減少し、少数の種類の植物が残ったことが推測される。
17世紀に中国や南ヨーロッパに持ち込まれ、オーストラリア、バルバドス、ベリーズ、ナイジェリア、パラグアイ、アメリカ合衆国等の温帯地域から亜熱帯地域でも生育するようになった。

## 栽培

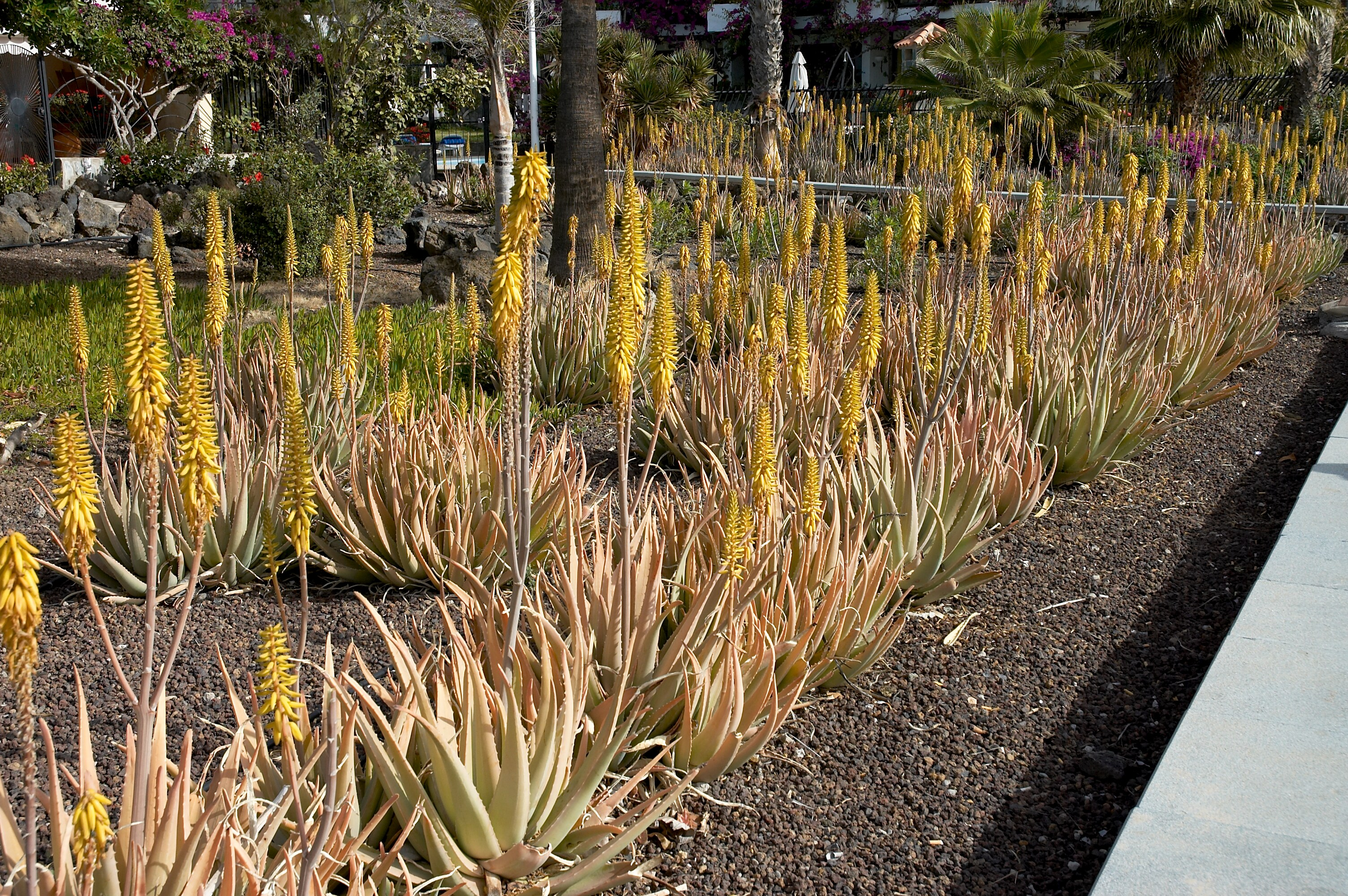
アロエベラは観賞用植物として栽培される。

観賞用植物として世界中で栽培されている。また、薬用になり面白い形の花が咲くことで、ガーデニングでも人気がある。多汁であるため、降雨が少なくても育ち、岩石庭園等の水はけのよい庭に適している。耐寒性区分は8から11であるが、深い霜や雪、氷点下の寒冷には耐えられない。また、害虫に対しても比較的抵抗性が高い。ただしハダニ、コナカイガラムシ、カイガラムシ、アブラムシによって成長が阻害される。鉢植えにする場合は、水はけのよい砂と明るい場所が必要であるが、温度と湿度が非常に高い熱帯気候や亜熱帯気候では、直射日光と雨を避ける必要がある。テラコッタの鉢は気孔が多く適している。子株が出てきたら、害虫や感染から守るため、分離して植え替える必要がある。冬期には休眠状態になるため、水はほとんど必要としない。霜や雪が降る地域では、液汁に富んだ葉が凍結してしまうため、室内か温室に入れておく方が良い。化粧品業界にアロエベラのゲルを供給することを目的として、商業的な大規模栽培がオーストラリア、バングラデシュ、キューバ、ドミニカ共和国、中国、メキシコ、インド、ジャマイカ、ケニア、南アフリカ共和国、アメリカ合衆国 で行われている。更に専門機関の研究により、腸内改善、ダイエット等健康維持に効果が期待できるなど、新たな可能性と利用価値が指摘されている。一方、内閣府食品安全委員会はフランス厚生・連帯省から「アロエベラの生の葉の摂取によるリスクに関して」と「（中略）アロエベラの生の葉の摂取には注意が必要である。アロエベラは葉の外皮からヒドロキシアントラセン誘導体を多く含む黄色の液体(ラテックス)を分泌する。」とあり、この物質は非常に強い緩下作用を有するため生の摂取には一定のリスクがあると指摘されている。

## 利用

### 医薬品
アロエベラの化粧品や医薬品としての効果に関しては限定されたものであり、しばしば議論になっている。現在熱傷や肝炎の治療に広く使用されてはいるものの、治療上の証拠が不足しており、その原因は、アロエベラゲル中の着色物質、成分が汚染によって変化する可能性にあるとされている。一方で、後述するようにアロエベラの鎮静効果、保湿効果、治癒効果について一定の有用性を認める研究結果もあり、化粧品や代替医療の業界は、これらの効果を用いた商品を取り扱うことがある。例えば、アロエベラのゲルは、流通しているローション、ヨーグルト、飲料、デザート等にも用いられている。アロエベラジュースは胸焼けや過敏性腸症候群等の消化器疾患の解消のために飲用されている。実際に、治療が難しい過敏性腸症候群に対し、アロエベラが症状の改善に有効であることが米国消化器学会で発表されている。化粧品会社は、メーク、化粧水、増毛剤、ティッシュ、保湿剤 (en)、石けん、日焼け止め、香料、シャンプー等の製品にアロエベラの液汁等を添加している。その他には、ヒツジの人工受精で精液を薄めるために用いたり、生鮮食品の保存料、小さい畑の節水のためにも用いられている。
長い間民間療法で用いられてきたが、医薬用としての利用がいつ頃から始まったのかは定かではない。紀元前16世紀のエーベルス・パピルスには既に記述が見られる。また、1世紀中盤に書かれたペダニウス・ディオスコリデスの『薬物誌』やガイウス・プリニウス・セクンドゥスの『博物誌』にも記述が見られる。アロイン (en) という成分を除去したアロエベラは無毒で副作用も知られていないが、アロインを含むアロエベラを過剰に摂取すると様々な副作用が起こる。しかし、この種は中国、日本、ロシア、南アフリカ、アメリカ合衆国、ジャマイカ、インド等で伝統的な民間療法薬として広く用いられてきた。
便秘、疝痛、皮膚疾患、寄生虫侵入、及び感染症に対する伝統的なインド医学に使用されている。また、トリニダード・トバゴでは高血圧に、メキシコ系アメリカ人の間では2型糖尿病の治療に使用されている。中国医学では真菌性疾患の治療に推奨されることが多い。
アロエベラは適切な用法を守ることで怪我の治療に一定程度有効だと言われている。例えば、ある研究では傷が治癒する速度を上げるという結果が得られているが、別の研究でアロエベラゲル（英: Aloe vera gel）を処置した傷は、他の伝統薬で処置した傷よりも効果的であるとは限らないことが指摘されているが、子供や幼児の間で一般的な炎症性疾患であるおむつ皮膚炎などの治療に研究結果も存在する。
また、抗炎症作用として、紫外線による皮膚の炎症状態の局所治療に有用である可能性についても指摘されている他、2007年のレビューでは、1度から2度の軽度の火傷にアロエベラが治癒効果を持つということを指示する証拠が蓄積されてきていると結論付けている。傷や火傷を治癒する他に、放射線であるγ線照射により誘発された皮膚損傷の治癒 や、アロエベラを体内に摂取することで糖尿病患者の血糖値 や高脂血症患者の血中脂質、また急性肝炎を改善する効果があると主張されている。他にも抗炎症作用や子供のおむつ皮膚炎に対する効果についても有用である可能性が認められている。さらにアロエベラゲルの経口摂取で潰瘍性大腸炎の炎症が改善したとの予備的な研究結果もある。創傷部分の治療を行う際は、アロエベラを染み込ませたドレッシング材を貼付する。アロエベラ創傷ドレッシングゲルをγ線照射誘発皮膚反応があるマウスに2週間投与したところ、反応を減少させたという結果が得られた。アロエベラから抽出された化合物を免疫刺激剤として用い、ネコやイヌの癌治療の助けにする研究もあるが、この治療法は人間に対する試験では効果を上げていない。一方で、癌の予防について、アロエベラ・ゲル内生菌の発酵酪酸が腸管免疫能の亢進や大腸がんの予防に有効であることが示された研究結果も存在する。癌治療のためのアロエベラ抽出物の注射によって、亡くなった患者も何人もいる が、一方でその直接的な因果関係については無いとされている。他に、高齢者の免疫調節および結腸直腸癌予防としての効果についても期待されている。アロエベラから摂取される酪酸塩がヒストンデアセチラーゼ阻害剤として癌予防に一定の効果があるとする研究結果 や、アロエベラには関節リウマチなどの痛みを緩和するなど、痛みの原因となる炎症を抑える効能が確認されている。
陰部ヘルペスや乾癬にも効果があると言われている。また、放射線による損傷の予防については、効果がないとする研究結果がある 一方で、アロエベラ抽出物であるクロモンとアロエ多糖類の相乗効果に起因する可能性があるとする研究結果があり、一般には有効であると言われている。二重盲検臨床試験で、アロエベラ入り歯磨き粉を使ったグループとフッ素入り歯磨き粉を使ったグループの統計を取ると、どちらのグループも歯肉炎や歯垢の大幅な減少が見られたという。
アロエベラ抽出物は抗微生物、抗菌活性も持ち、癤や良性嚢胞等の軽微な皮膚感染の治療に役立つ。白癬の原因となる菌の生育阻害効果も確認されている。このような抗菌活性を持つため、アロエベラは水槽の水質調整剤としても用いられている。細菌に対しては、葉の内側のゲルがin vitroでレンサ球菌や赤痢菌の生育を阻害する効果が確認されている。対照的に、アロエベラ抽出物はキサントモナス (en) に対する抗菌活性を示さなかった。
臨床研究では、1日に2回、アロエベラが主成分のゲルを局所に使用（薬用石けんとトレチノインゲルを併用）することでにきびが改善する可能性が示唆されている。
自然の抗真菌薬として、口角炎などの民間療法に用いられる。また、口腔扁平苔癬などの治療に有効であるとの研究結果も存在する。他に、日常生活を送れないほどの重度の疲労感が長期間続く状態である慢性疲労症候群に対して、そのリスクを低減させるL-アルギニンの補給効果があるとする研究結果が存在する。腔扁平苔癬については、18歳以上の外来患者を対象に、口腔粘膜にアロエベラ（AV）高分子量画分（AHM）を毎日3回塗布し、治療開始時から一ヶ月～二ヶ月間治療後の検査によって経過観察を行った。

### 日用品
保湿性や抗刺激性があり、利用者の鼻の擦傷を抑えることができるため、フェースティッシュに用いられている。また、種子からバイオ燃料を作る可能性が指摘されている。菜食主義者がドレッドヘアを元に戻すためにも用いられる。
また、アロエ成分を含有するアロエベラゲル、バルバロイン、アロエメオジン、エモジンおよび発酵酪酸塩は自己免疫疾患の予防的免疫覚醒剤として期待されるとする研究も発表されている。
アロエジェルは、紫外線などを浴びることによってできる肌のしわや弾力性に対して一定の改善効果がある研究結果が発表されている。
実際に、紫外線（UVB）による皮膚のダメージを軽減し、皮膚を紫外線から守る効果があることが発見されており、アロエベラ液汁が紫外線による細胞死（アポトーシス）を引き起こす活性型蛋白質Caspase3（カスパーゼ）の発現を抑え、過剰なアポトーシスを抑制することが確認された。
小林製薬と近畿大学薬学総合研究所の共同研究結果によると、アロエベラ液汁に保湿成分である加水分解ヒアルロン酸の皮膚浸透を高める効果があるとされている。
アロエベラゲル中のサリチル酸塩のようなフェノール類の組み合わせは、インスリンの感受性が調節され、アルツハイマー病や健忘な軽度認知障害の治療において一定の効果があるとされる。一方、これらの脳疾患に対するアロエポリマンノース多価栄養素複合体（APMC）の効果の限界が調査報告されていたものの、現在は臨床的、生物学的に改善されている。また、低血糖を活性させる一定の効果があるとされ、いわゆる糖尿病に近い症状を示す高齢者の認知低下を抑制するための効果があるという研究も存在する。
森永乳業が開発した独自の有効成分「アロエステロール」は、経口摂取された後、分解されることなく吸収され、血中に移行することがわかっている。コラーゲンやヒアルロン酸の産生を増やすことを確認している。
心血管活動、良性前立腺肥大症、慢性前立腺炎、更年期症候群の有用性、筋肉機能の向上に影響を与える研究結果も報告されている。また、筋肉のパフォーマンスを向上させるためにCoQ10などのサプリメントを含めて摂取することでも一定の効果があると期待される研究もある。
他に腸内細菌により発酵した酪酸は、高齢者の疾患の予防や老化予防に一定の効果があるとの研究結果もある。

### かつての利用
元々、アロエ自体に多様性があることは古くから認識されており、皮膚症状の局所的な治療、下剤の他、今日では、民間療法、伝統療法に用いられるなど、幅広い活用法が見い出されている。歴史的には、古くは紀元前まで遡り、中国・アラビア・ギリシャ、ローマなど、数々の国にアロエベラにまつわる逸話が残されている。
アレクサンドロス3世（大王）は家庭教師を務めていたアリストテレスからの助言に従い、軍団の健康維持のために大量に携行したとされる。それを確保するために、アラビア半島を後回しにして、イエメン沖のソコトラ島を占領した。クレオパトラは美容と健康のため常用した。コロンブスは大西洋横断の際、船員の健康維持のため船に積み込んだ。
アメリカ南部の農家などでは裏庭に植え、一般の家庭ではキッチンに鉢植えを置いて火傷、切り傷の際など利用している。
アロインは、2003年にアメリカ食品医薬品局がクラス3原料に指定し、その使用を禁止するまで、下剤の成分として一般的に用いられてきた。ただし、アロインを含むアロエは主に下剤として用いられるが、多量のアロインを含まないアロエベラジュースは消化薬として用いられる。アメリカ食品医薬品局の規制に応じて、食品を製造する際にアロインは通常取り除かれる。
約6,000年前、古代エジプトでは「不死の植物」として知られ、埋葬品として死亡後のファラオにも贈られていたと言われている。また、紀元前約1,550年頃のミイラの棺から、アロエベラが数百年前から使用されている旨が記載されたパピルスが発見された。日本では古くからキダチアロエが民間医療に使用されてきたことから別名「医者いらず」と呼ばれていた。

### 食材
アロエは食材としても用いられる。分子ガストロノミーでは、アロエのゲル化する性質が用いられる。また、食品医薬品局（FDA）は、アロエベラを天然食品香料として承認している。元々日本の厚生省は、「アロエベラの葉皮に含まれるアロインが緩下剤として使用されている」という理由から食品としての使用に難色を示していたが、一方アメリカではアロインを取り除いた葉肉をジュース、化粧品の材料に活用出来るようFDAから認可が下りていた。その後厚生省はアロエベラが化粧品や食品として利用可能との判断を下し、1983年、国内初のアロエベアジュースが販売開始されたのを皮切りに、多種多様な商品が誕生したとされる。

## 生理活性物質
葉には生理活性物質（僅かに生命現象に影響を与える化合物で、主に生体機能の調節を行うことから、医薬品の候補化合物として注目されている）が含まれる。最も良く研究されているのは、アセチルマンナン、ポリマンナン、アントラキノンC-グリコシド、アンスロン、アントラキノンや様々なレクチンである。

## アロエベラによる実験と現状について
アロエベラゲルなど植物由来の植物化学物質は、健康の維持や様々な病気の軽減に重要な役割を果たしてきた。例えば実験用ラットに日常的にアロエベラを与えた場合、様々な加齢に伴うホルモン・代謝といった広範囲に変化があらわれるなど、実験を通し加齢による病状に有益であることが証明されていることから、ここではその一部を紹介する。
アロエベラゲルを用いたイン・ビトロ（ラテン語で”ガラスの中で”を意味し、試験管や培養器などの中でヒトや動物の組織を用いて、体内と同様の環境を人工的に作り、薬物の反応を検出する試験を指す）およびイン・ビボ（ラテン語で”生体内で”を意味し、マウスなどの実験動物を用い、生体内に直接被験物質を投与し、生体内や細胞内での薬物の反応を検出する試験を指す）にて、インスリン透過促進が確認されている。
また、マウス処置においてはインスリン抵抗性（インスリンが血液中に分泌されていても体内の各組織の反応が鈍いため血糖を下げる働きが充分に発揮されず、“インスリンの効きが悪い”状態を指す）を減少させたとの結果が確認されている。更に糖尿病、メタボリックシンドローム状態の被験者によってインスリンレベル低下が確認されている。
アロエベラゲルの予防利点の可能性を確認するため、炎症試験により、フェノール成分（ペンゼン環とヒドロキシ基により構成された有機化合物）、インスリン応答の耐性・感受性の確認が行われた。
アロエベラとハチミツを用いた実験から、心血管活動、良性前立腺肥大症、慢性前立腺炎、更年期症候群、筋肉機能の向上など、様々な症状の緩和・治療に効果的だという結果が証明された。アロエとハチミツは各国で民間療法として用いられ、現在でもこれらを組み合わせた火傷の治療法が存在する。
最近では、アロエベラの連続摂取が老化現象の軽減など人間の生涯を通じ効果を発揮する旨が示唆されている。その代表格となるのが炎症への効果である。特に、胃腸機能と老化に関連した老化炎症について議論が行われてきたとされている。胃腸機能の評価と適切なサポートは高齢者が抱える慢性的な不調に利益をもたらすように、アロエベラゲル中のアセマンナン（液汁の多糖体に含まれる化合物で、強い免疫賦活作用がある）等非消化性繊維の発酵による酪酸の天然源と食事と加齢性疾患の因果関係の明確化が進んでいる。
アロエベラゲルを含む非カロリー繊維の長期による食事摂取は人間の腸内の微生物構造・活動に影響を与え、特に発酵アロエベラジェル抽出物の日常的な適用が効果を発揮する。健康維持とアロエベラゲルの因果関係を調べた結果、これらは免疫調整剤として効果を発揮する可能性が示唆されるようになった。現在注視されているのは腸内細菌叢の働きで、アロエベラによるユニークな影響と独自の機能が高齢者の健康的な老化に有効であるとの見方がされている。
高齢者の健康的な老化とアロエベラの関係性を探求するにおいて欠かせないのがリーキーガット予防である。リーキーガットとは「リーキーガット症候群（腸管壁浸漏症候群）」を指し、腸管壁の粘膜が傷付くことで腸内にある未消化の食べ物・毒素等が血管に漏れ出し、日常的なアレルギー反応・過敏性腸症候群・その他炎症等の症状を引き起こすものである。
ヘアレスマウスにアロエシン治療を行ったところ、血管新生、コラーゲン沈着、肉芽組織形成を誘発することで創傷閉鎖率を加速する他、SmadおよびMAPKシグナル伝達タンパク質の活性化が可能になるという結果が得られた。これにより、アロエシンが治療に効果的である可能性が見えてきたとされている。
きのこチロシナーゼとアロエ葉抽出物の関連性を調べた結果、抽出物中のアロエシンとその誘導体が光老化（太陽光線の影響による老化現象）の防止に有効である可能性が見えてきた。
更にアロエシンの治療の有効性が、ヘアレスマウスを用いた実験の結果、創傷閉鎖率を加速させたことで実証された。
抗炎症効果の比較実験において、アロイン（アントラキノン系の誘導体）、アロエエモジン（アロエベラなど薬用植物に含まれるヒドロキシアントラキノン系化合物、抗癌・抗酸化・抗真菌・免疫賦活の薬理作用に効果があるとされている）を使用。その結果、アロエエモジンの抗炎症作用はアロエ植物抽出物が持つ抗炎症作用の主要部分に当たる可能性があることが示された。
アロエベラジェルが皮膚にアンチエイジング効果をもたらすか調査を実施。結果、アロエベラゲルには光老化により発生したヒトの皮膚のシワと弾力性を大幅に改善する効果があることが判明。具体的な効果としては、アロエベラジェルはコラーゲン産生増加・分解マトリックスメタロプロテイナーゼー1遺伝子発現を減少させるため、皮膚のシワ・弾力性を大幅に改善するといったアンチエイジング効果を発揮するとされている。
加齢性疾患に対しアロエ多糖類がどのような効果を発揮するかは、伝統的かつ一般的な疾患及び動物による臨床実験が行われている。

## ギャラリー

### 製品

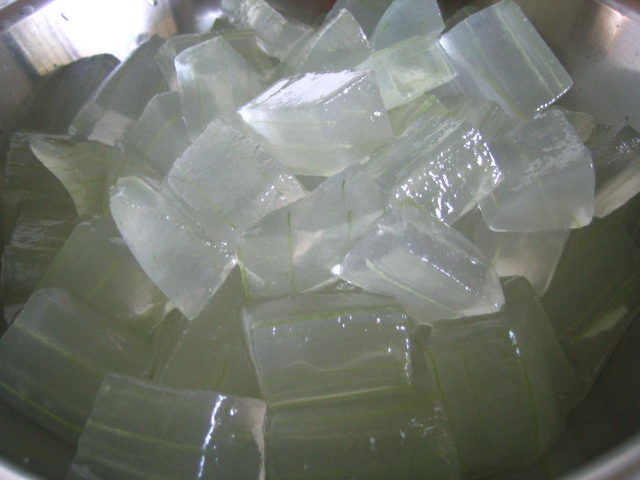
デザートに使われたアロエベラゲル
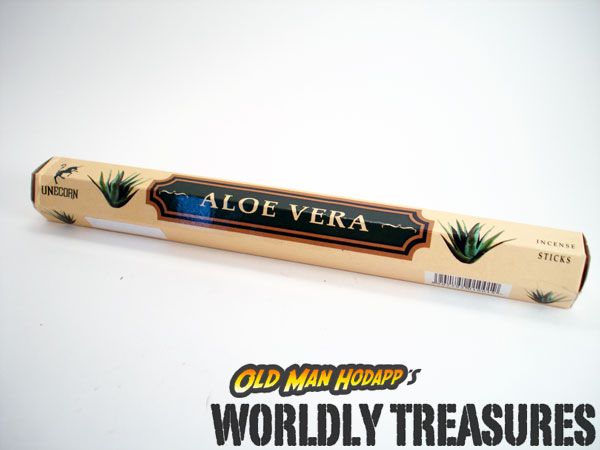
アロエベラで作られた香料
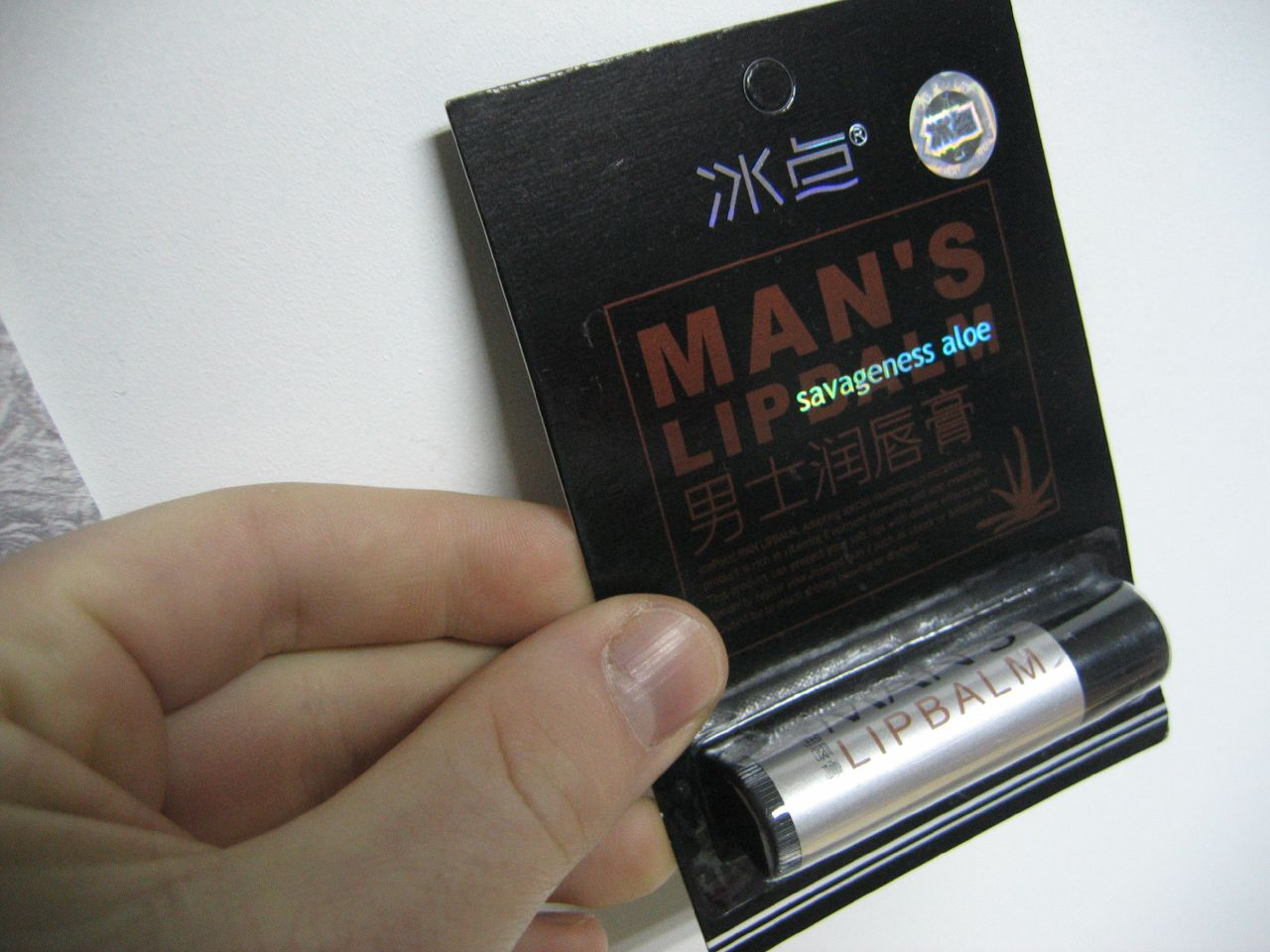
アロエベラを含むリップクリーム

### 栽培

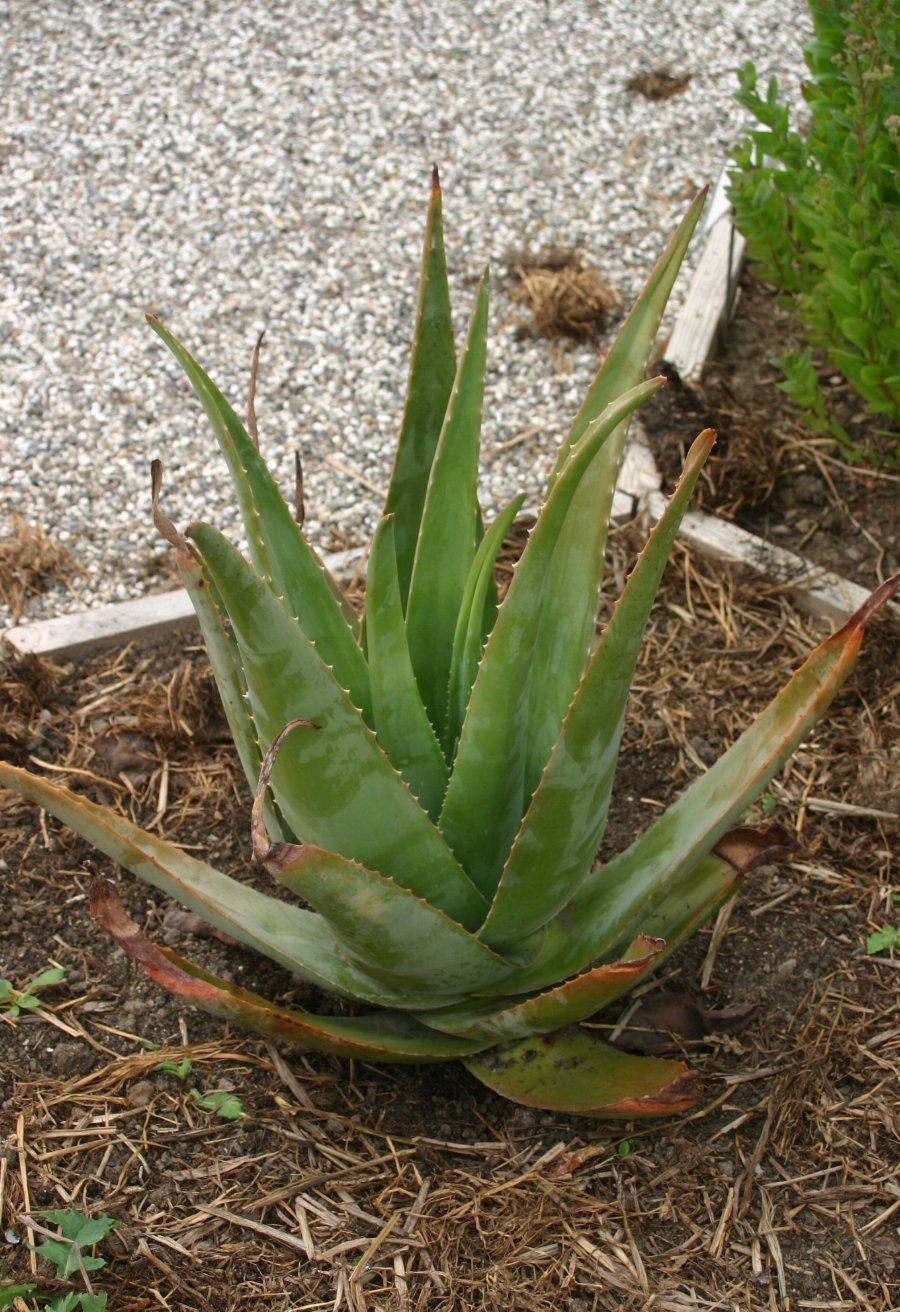
アロエベラの亜種には斑点がないものもある
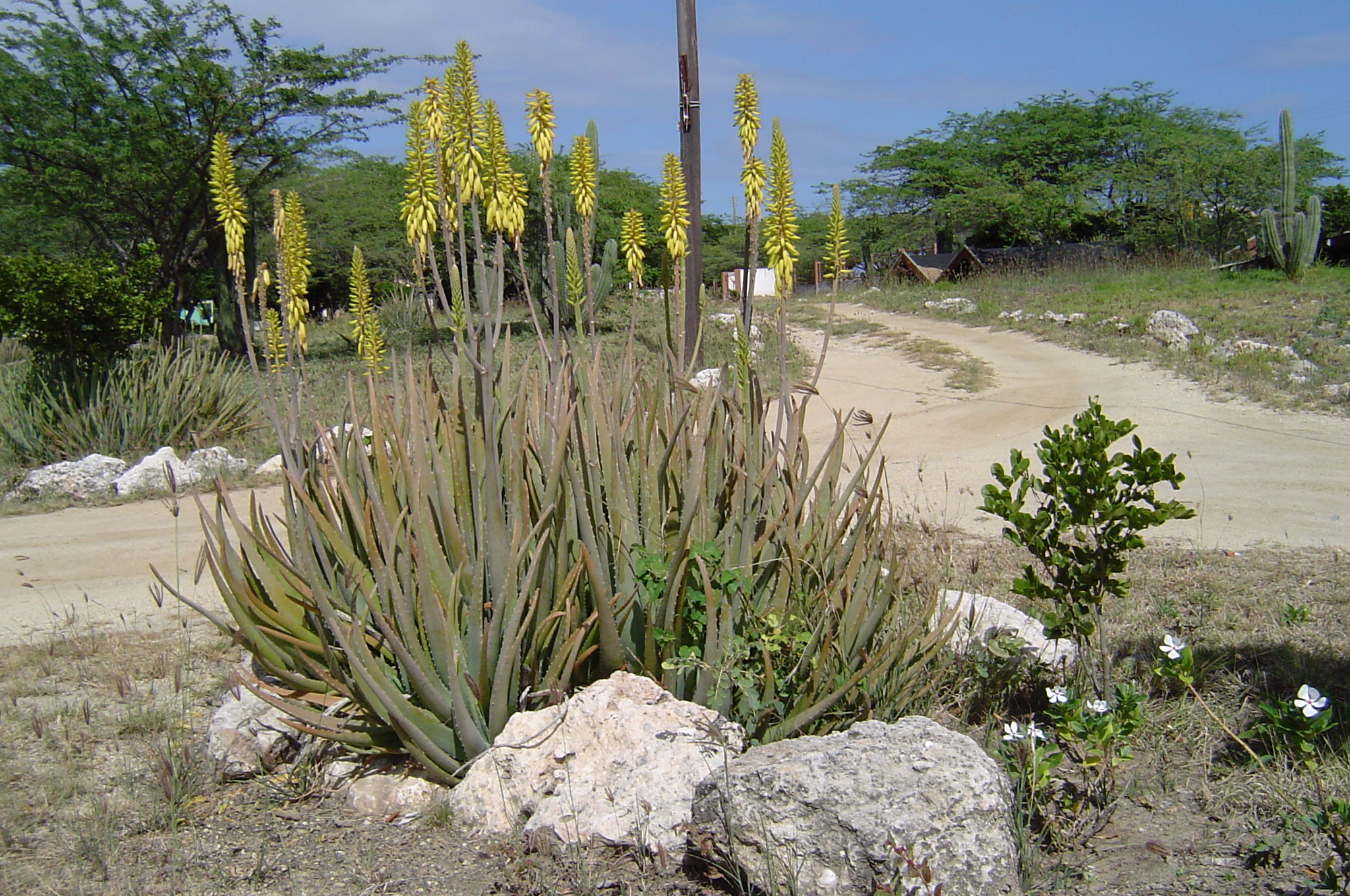
アルバの道端に生えるアロエベラ
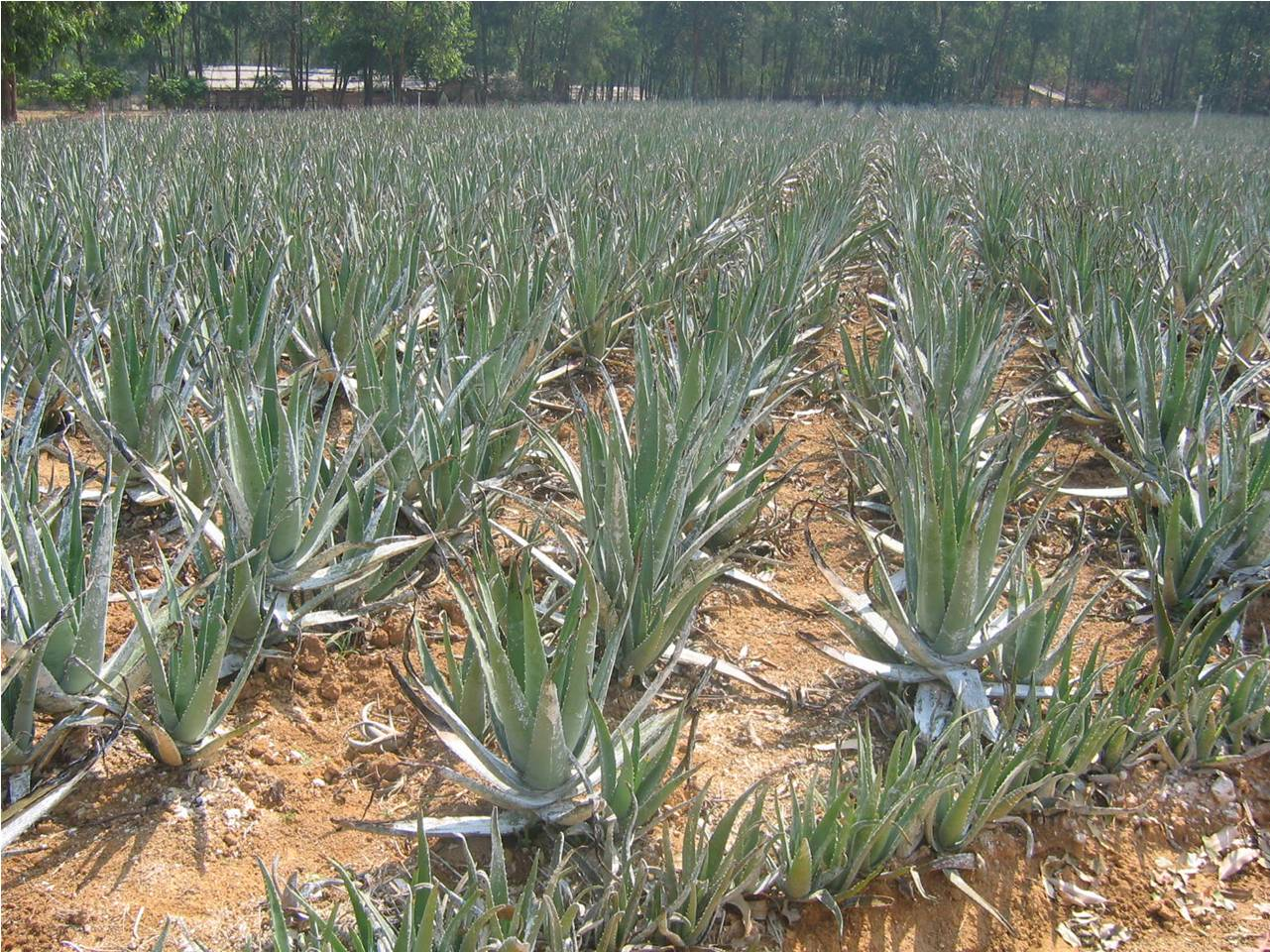
アロエベラの畑
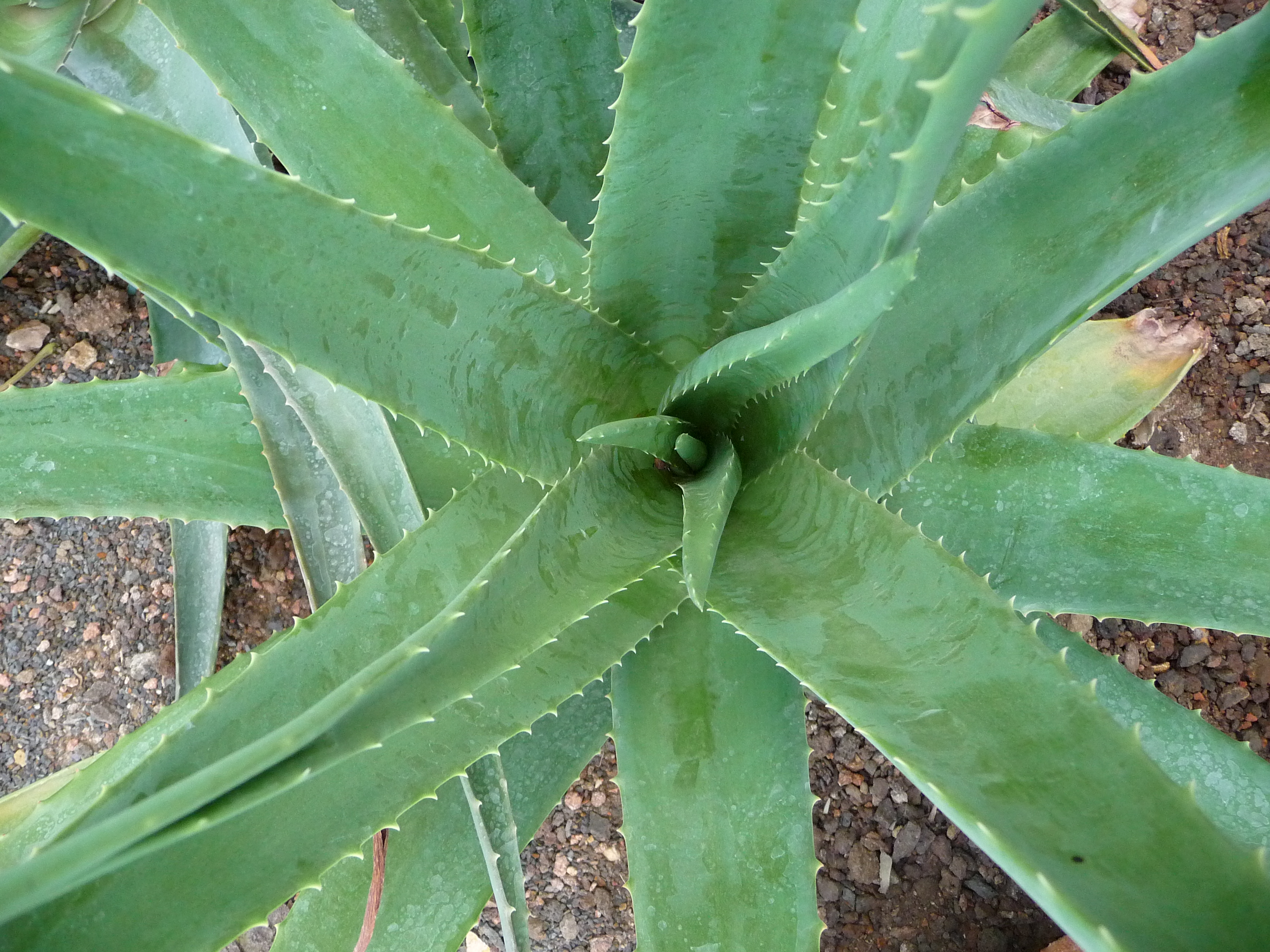
別のアロエベラ